# Thái ấp

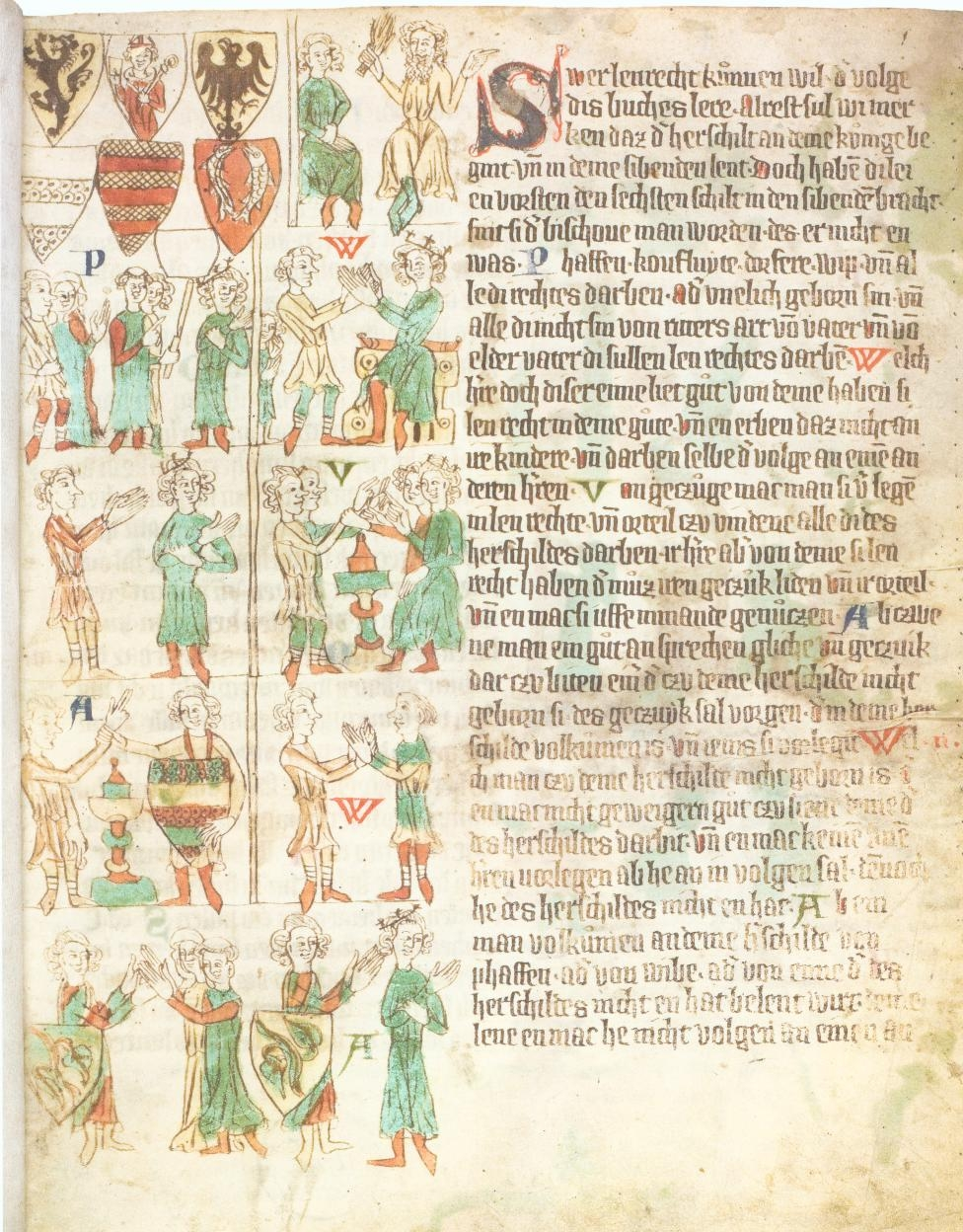
Bản vẽ Heerschildordnung của Eike von Repgow đưa ra sự phân loại theo giai cấp của xã hội thời trung cổ, lưu trữ trại Thư viện Đại học Heidelberg

Thái ấp (tiếng La Tinh: feudum; tiếng Trung giản thể: 領地; tiếng Đức: Lehnswesen; tiếng Pháp: Fief; tiếng Anh: Fief; tiếng Tây Ban Nha: Feudo), còn gọi là phong ấp, thực ấp, lãnh địa, phong địa hay đất phong, là những thuật ngữ tương đương dùng để chỉ những vùng đất được quân chủ ban phong cho các lãnh chúa chư hầu nhằm đổi lấy cam kết trung thành và phục vụ. Quyền cai quản thái ấp có thể được thừa kế hoặc mở rộng thông qua ban thưởng, hôn nhân. Các lợi ích từ thái ấp có thể là quyền cai trị trực tiếp lãnh địa, thu thuế, các lợi tức từ các quyền khai thác như săn bắn hoặc đánh cá, độc quyền trong thương mại và các trang trại cho thuê.
Mô hình phong địa (封地) xuất hiện đầu tiên tại Trung Quốc vào cuối thế kỷ XI TrCN, sau khi Chu Vũ vương diệt nhà Thương và thiết lập chế độ phong kiến, phân phong các lãnh địa cho nhiều tông thất, công thần làm phên dậu cho Chu thiên tử. Kể từ thời nhà Tần, Trung Quốc dần chuyển sang chế độ tập quyền, mô hình phong địa mất dần địa vị chính trị và tầm ảnh hưởng mặc dù vẫn tồn tại cho đến khi chế độ phong kiến sụp đổ hoàn toàn ở Trung Quốc vào đầu thế kỷ XX
Ở châu Âu, mô hình lãnh địa thái ấp (/fiːf/; tiếng La Tinh: feudum; tiếng Anh: Fief; tiếng Đức: Lehen) xuất hiện muộn hơn, được cho là cùng lúc với sự hình thành của Đế quốc La Mã Thần thánh. Nó là nền tảng trung tâm của chế độ phong kiến châu Âu trong suốt 1.000 năm cho đến khi Đế quốc La Mã Thần thánh tan rã và hình thành các cường quốc quân chủ chuyên chế ở châu Âu.

## Thuật ngữ

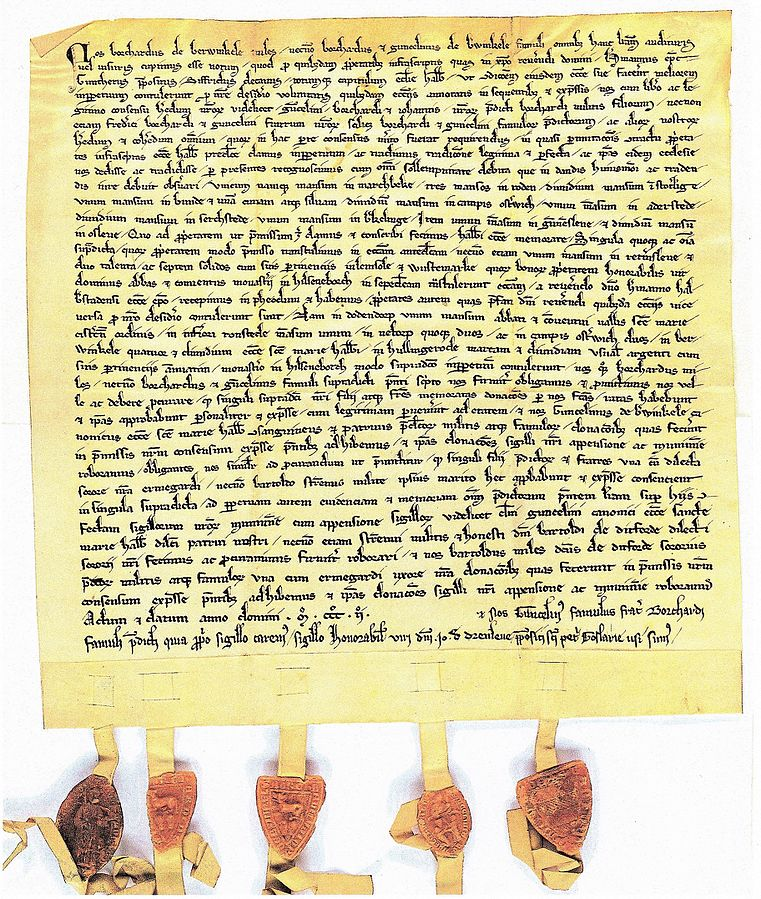
Giấy chứng nhận thái ấp từ gia đình quý tộc von Berwinkel năm 1302

Ở La Mã cổ đại, "người được hưởng lợi" (danh từ tiếng Latinh là "Beneficium", có nghĩa là "lợi ích") là một món quà bằng đất đai (Precarium) được xem là một phần thưởng dành cho những cá nhân đã phục vụ đặc biệt cho nhà nước. Trong các tài liệu châu Âu bằng tiếng La Tinh thời trung cổ, một khoản trợ cấp đất đai để đổi lấy dịch vụ tiếp tục được gọi là "Beneficium" (tiếng Latinh). Sau đó, thuật ngữ phong kiến (feudum  hoặc feodum), bắt đầu thay thế Beneficium trong các tài liệu. Ví dụ đầu tiên được chứng thực về điều này là từ năm 984, mặc dù các dạng nguyên thủy hơn đã được nhìn thấy trước đó một trăm năm. Nguồn gốc của của từ feudum và lý do tại sao nó thay thế Beneficium vẫn chưa được xác định rõ ràng, nhưng có nhiều giả thuyết, được mô tả dưới đây.
Giả thuyết phổ biến nhất được đưa ra bởi Marc Bloch, ông cho rằng nó có liên quan đến thuật ngữ Frankish *fehu-ôd, trong đó *fehu có nghĩa là "gia súc" và -ôd có nghĩa là "hàng hóa", ngụ ý "một vật có giá trị có thể di chuyển được". Khi đất đai thay thế tiền tệ với tư cách là phương tiện lưu trữ giá trị chính, từ *fehu-ôd trong tiếng Đức đã thay thế từ beneficium trong tiếng Latinh. Lý thuyết về nguồn gốc tiếng Đức này cũng được chia sẻ bởi William Stubbs vào thế kỷ XIX.
Một giả thuyết do Archibald R. Lewis đưa ra cho rằng nguồn gốc của "thái ấp (fief)" không phải là "feudum" (hoặc feodum), mà là "foderum", cách sử dụng được chứng thực sớm nhất là trong Vita Hludovici của Astronomus (840). Trong văn bản đó có một đoạn nói về Louis Mộ đạo có nội dung "annona militaris quas vulgo foderum vocant", có thể được dịch là "(Louis cấm điều đó) thức ăn cho quân đội mà họ thường gọi là 'thức ăn gia súc' (được cung cấp)."

## Thái ấp trong lịch sử châu Âu
Ban đầu, chư hầu không có nghĩa là "cho" hay "nhận" đất đai (vốn chỉ được cấp như một phần thưởng cho lòng trung thành), nhưng đến thế kỷ thứ VIII, việc ban tặng đất đai đã trở thành tiêu chuẩn. Việc cấp đất đai cho chư hầu không có nghĩa là người cấp sẽ từ bỏ quyền tài sản của mình mà chỉ từ bỏ quyền sử dụng đất đai và thu nhập của họ; lãnh chúa ban tặng đất đai vẫn giữ quyền sở hữu cuối cùng về mặt kỹ thuật, có thể thu hồi đất đai ban tặng trong trường hợp chư hầu không trung thành hoặc chết. Ở Francia, Charles Martel là người đầu tiên thực hiện ban tặng đất đai trên quy mô lớn và có hệ thống cho các chư hầu (việc thực hành vẫn còn lẻ tẻ cho đến lúc đó). Nhưng quyền sử dụng đất đai chỉ cho một đời, đôi khi kéo dài đến đời thứ 2 hoặc thứ 3 chứ chưa phải là cấp đất vĩnh viễn.
Đến giữa thế kỷ thứ X, thái ấp phần lớn đã trở thành cha truyền con nối. Con trai cả của một chư hầu đã qua đời sẽ được thừa kế, nhưng trước tiên anh ta phải tỏ lòng kính trọng và trung thành với lãnh chúa và đồng thời phải trả một khoản cứu trợ phong kiến (Feudal relief) cho đất đai (một sự công nhận bằng tiền về quyền sở hữu liên tục của lãnh chúa đối với tài sản).
Trong lịch sử, thái ấp của thế kỷ XI và XII, bắt nguồn từ hai nguồn riêng biệt. Đầu tiên là đất đai được tạo ra từ các điền trang của giới quý tộc thượng lưu. Nguồn thứ hai là đất đai thuộc sở hữu của đồng minh được chuyển đổi thành sở hữu phụ thuộc, biến thành thái ấp. Quá trình này xảy ra sau đó ở Đức, và vẫn tiếp tục diễn ra vào thế kỷ XII.
Ở Vương quốc Anh, Vua Henry II đã biến thái ấp thành nguồn thu nhập và sự bảo trợ quan trọng của hoàng gia. Sự bất bình của các nam tước với những tuyên bố của hoàng gia về việc đánh giá tùy tiện các "thái ấp" và các khoản thanh toán phong kiến khác dưới thời con trai của Henry là Vua John đã dẫn đến Đại Hiến chương năm 1215.
Cuối cùng, các lãnh chúa phong kiến lớn cũng tìm cách nắm quyền hành pháp và chính quyền (thu thuế, quyền xét xử tối cao, v.v.) trong vùng đất của họ, và một số đã trao các quyền này cho các chư hầu của chính họ. Đặc quyền đúc tiền chính thức đã phát triển thành khái niệm chủ quyền.

### Phục vụ lãnh chúa của các thái ấp

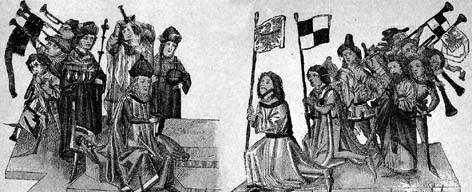
Hoàng đế Sigismund giao Bá quốc Brandenburg cho Friedrich, ngày 30 tháng 4 năm 1415

Ở Đức, Ý, Anh, Pháp và Tây Ban Nha vào thế kỷ XIII, thuật ngữ "feodum" được sử dụng để mô tả quyền sở hữu phụ thuộc do một chư hầu nắm giữ từ một lãnh chúa để đổi lấy dịch vụ cung hiệp sĩ cho các cuộc chiến và các khoản thanh toán tài chính không thường xuyên (sự cố phong kiến) .
Tuy nhiên, việc cung cấp hiệp sĩ phục vụ trong chiến tranh ít phổ biến hơn nhiều so với:
- Người bảo vệ lâu đài (được gọi là Burgmann trong Đế chế La Mã Thần thánh),
- Nghĩa vụ của một chư hầu phải cung cấp binh lính phục vụ đồn trú trong lâu đài của lãnh chúa;
- Nghĩa vụ của chư hầu là phải tham dự triều đình của lãnh chúa, cho ông ta lời khuyên và giúp ông ta phán xét các tranh chấp;
- Tham dự cùng đoàn tùy tùng của lãnh chúa, đi cùng lãnh chúa khi đi vi hành hoặc đến dự triều đình của lãnh chúa nhằm nâng cao địa vị xã hội của lãnh chúa;
- Thực hiện tiếp đoán và thể hiện lòng hiếu khách đối với lãnh chúa hoặc với người hầu của ông ta khi họ đến thăm thái ấp.

Một lãnh chúa ở Anh và Pháp vào cuối thế kỷ XII cũng có thể yêu cầu quyền:
- Quyền giám hộ và hôn nhân - quyền kiểm soát việc giảm lệ phí bằng cách chọn chồng cho người thừa kế nữ và người giám hộ cho người thừa kế nam chưa thành niên (tốt nhất là có sự tham khảo ý kiến của những người họ hàng nam trưởng thành gần gũi nhất của người thừa kế);
- "Hỗ trợ" - các khoản thanh toán để hỗ trợ lãnh chúa khi cần thiết (theo thông lệ được trao cho lãnh chúa để trang trải chi phí phong tước hiệp sĩ cho con trai cả, kết hôn với con gái lớn và tiền chuộc (Ransom) lãnh chúa nếu được yêu cầu);
- Escheat – trao trả lại thái ấp cho lãnh chúa khi không có người thừa kế.[10]

Ở miền bắc nước Pháp vào thế kỷ XII và XIII, nghĩa vụ quân sự đối với các thái ấp bị giới hạn trong các chiến dịch tấn công là 40 ngày đối với một hiệp sĩ. Đến thế kỷ XII, các vị vua và nam tước Anh và Pháp bắt đầu thực hiện nghĩa vụ quân sự để thanh toán bằng tiền mặt (scutage), nhờ đó họ có thể bỏ tiền ra để mướn lính đánh thuê.

### Thái ấp ở Guernsey
Guernsey hay Địa hạt Guernsey là một nhóm đảo trong Quần đảo Eo biển thuộc Vương quốc Anh. Guernsey vẫn có luật phong kiến với các thái ấp hợp pháp tồn tại cho đến ngày nay. Mỗi thái ấp có một Seigneur và/hoặc "Dame" sở hữu thái ấp. Các thái ấp và chủ quyền của Guernsey đã tồn tại từ lâu trước các nam tước và là một phần của Công quốc Normandy. Trong khi giới quý tộc ở Pháp và Đức không còn được pháp luật công nhận, các thái ấp của giới quý tộc vẫn tồn tại theo luật ở Guernsey. Chủ sở hữu của các thái ấp thực sự triệu tập hàng năm tại Triều đình Guernsey dưới sự giám sát của Chính phủ Bệ hạ. Có khoảng 24 thái ấp tư nhân ở Guernsey được đăng ký trực tiếp với Vương quyền.

### Những thái ấp nổi tiếng trong lịch sử phương tây
- Để tưởng thưởng cho lòng trung thành của Friedrich xứ Hohenzollern, Hoàng đế Sigismund của Thánh chế La Mã đã trao cho ông thái ấp và ghế Tuyển hầu xứ Brandenburg vào năm 1415. Friedrich chính là vị tuyển đế hầu đầu tiên đến từ Nhà Hohenzollern, và là tổ tiên của tất cả các vị quân chủ cai trị Bá quốc Brandenburg, Công quốc Phổ, Brandenburg-Phổ, Vương quốc Phổ, Đế quốc Đức... và nhiều thân vương quốc khác trong và ngoài lãnh thổ nói tiếng Đức cho đến năm 1918.[11]
- Hiệp ước Kraków[12] được ký kết vào ngày 8 tháng 4 năm 1525, kết thúc Chiến tranh Ba Lan-Teutonic (1519–1521). Hiệp ước trao cho Albrecht, người đứng đầu Hiệp sĩ Teuton quyền công tước của Công quốc Phổ và Phổ trở thành thái ấp của Vua Ba Lan Zygmunt I Stary.
- Giáo hoàng Phaolô III đã trao Parma và các lãnh thổ lân cận cho người con trai ngoài giá thú của mình là Pier Luigi Farnese để làm thái ấp, đến năm 1545, những lãnh thổ đó trở thành Công quốc Parma.[13]
- Thông qua Hiệp ước Bydgoszcz 1657, Vua Ba Lan là Jan II Kazimierz Waza đã trao Đất Lauenburg và Bütow cho Nhà Hohenzollern làm thái ấp. Sau đó, nó hợp nhất với các lãnh thổ khác của Nhà Hohenzollern để tạo ra Brandenburg-Phổ.
- Chiến tranh Kế vị Ba Lan kết thúc, Hiệp ước Viên (1738) đã trao Công quốc Lorraine và Công quốc Bar cho cựu vương Ba Lan Stanisław Leszczyński, vốn là cha vợ của vua Pháp Louis XV. Hai công quốc này từ địa vị là thái ấp của Đế chế La Mã Thần thánh chuyển thành thái ấp của Vương quốc Pháp. Sau cái chết của Stanisław Leszczyński vào năm 1766, hai công quốc Lorraine và Bar được sáp nhập vào Pháp.
- Sau Hòa ước Westphalia năm 1649, Thụy Điển nhận được Tây Pomerania, Wismar, Tổng giáo phận vương quyền Bremen và Giáo phận vương quyền Verden trở thành thái ấp cha truyền con nối của quân chủ Thụy Điển, do đó giành được một ghế và quyền bỏ phiếu trong Đại hội Đế chế của Đế chế La Mã Thần thánh.[14]

## Thái ấp trong lịch sử Trung Quốc
Ở Trung Quốc, hệ thống thái ấp được bắt đầu dưới thời Nhà Thương và phát triển mạnh dưới thời Nhà Chu, những nhà cai trị vào thời điểm đó đã tịch thu hoặc chuyển nhượng đất đai cho gia tộc, họ hàng hoặc các quan chức và tướng lĩnh có công. Những vùng đất đó được gọi là "Thực ấp" (食邑). Dưới thời Xuân Thu, các quan chức cao cấp đều sở hữu thái ấp và những lãnh thổ này có quyền lực kinh tế, chính trị và quân sự đối với các vùng đất mà họ nhận được. Lãnh chúa cai quản các thái ấp cai trị nhân dân, thành lập các cơ quan hành chính và quân đội, có toàn quyền sở hữu và kiểm soát thái ấp, và có thể thừa kế cha truyền con nối.
Các thái ấp không được xem là một nhà nước, mà chỉ là một khu dân cư, trấn, và chúng vẫn trực thuộc các quận hoặc các nước chư hầu nơi chúng toạ lạc, vì vậy tính độc lập của Thái ấp yếu hơn các quốc gia chư hầu. Truyền thuyết kể rằng sau khi Thiếu Khang bị đày đến Hữu Ngu vào thời Nhà Hạ, quốc vương của Hữu Ngu là "Si" đã cho anh ta đất Lun làm thái ấp, sau đó, Thiếu Khang có mười dặm đất và 500 binh lính. Từ những Giáp cốt văn trên xương và Kim văn bằng đồng, chúng ta có thể thấy rằng một số quý tộc nam và nữ trong triều đại nhà Thương đã có những thái ấp riêng của họ.
Kể từ thời Tây Chu, hệ thống thái ấp đã thịnh hành, "Yi" là đơn vị cơ bản cấu thành nên mỗi nước chư hầu. Trong Kinh Lễ của Khổng Tử đã nói rằng "Phong địa bá tước ở trong triều đình của hoàng đế, tất cả đều sở hữu thực ấp ở các quận của Thiên tử", đó là cái mà các nhà nghiên cứu hiện đại gọi là thái ấp vương kỳ (王畿), đây là khu vực do Chu thiên tử trực tiếp nắm giữ. Vùng ngoài vương kì, phân phong cho chư hầu cùng họ hoặc khác họ với vương triều Chu. Các nhà nghiên cứu chỉ ra rằng các thái ấp vào thời Tây Chu là hình thức trả lương của quan chức và là biểu tượng của cấp bậc, vào thời điểm này, các thái ấp có "tổ chức quản lý đơn giản và số lượng quân ít, và cũng không độc lập lắm". Sau thời Đông Chu, các nước chư hầu phong kiến lại bị chia cắt, tức là các thái ấp của các nước chư hầu.
Từ thời Chiến Quốc đến thời Nhà Tần và Nhà Hán khi hệ thống quận và huyện được thiết lập, các thái ấp dần dần chuyển sang Thực ấp, tức là lợi ích kinh tế từ thuế của người dân địa phương là trọng tâm chính, trong khi đó các quyền chính trị và quân sự khác đã biến mất. Đến thời Nhà Ngụy và Nhà Tấn, các thành trì phong kiến thậm chí còn biến thành kho lương do triều đại trực tiếp phân bổ. Một số nhà nghiên cứu tin rằng mặc dù hệ thống Thực ấp trong triều đại Tần và Hán là một hình thức còn tồn tại của hệ thống thái ấp, nhưng nó gần gũi hơn với hệ thống quân chủ trong thời Chiến Quốc.
Sau thời nhà Hán, "hộ" (戶) chủ yếu được dùng làm đơn vị phân phối lương thực. Kể từ thời Nhà Đường, thực ấp đã dần dần phát triển thành thái ấp thực và thái ấp ảo. Thực ấp dưới tước hiệu đã trở thành biểu tượng danh dự của gia đình mà không có bất kỳ quyền nào đối với thực ấp. Thái ấp đã trở thành một phần thưởng chính trị hữu hình. Vào cuối đời Đường, giữa thực ấp danh nghĩa và Thái ấp có thể có sự khác biệt lớn, chẳng hạn như vào năm Càn Ninh thứ tư (897), Tiền Lưu có thực ấp 5.000 hộ và thái ấp 100 hộ. Là một phần phụ của hệ thống chính thức, hệ thống thực ấp tồn tại cho đến thời Nhà Thanh.:82。

### Những nhân vật đặc biệt được ban thái ấp trong lịch sử Trung Quốc
- Tháng 10 năm 237 TCN, Tần Vương Doanh Chính cho bãi chức tướng quốc của Lã Bất Vi, sau đó cho ông phong ấp ở Hà Nam, ăn thuế của 10 vạn hộ và đuổi về đó.
- Năm 311 TCN, sau khi Trương Nghi từ Sở trở về Tần an toàn, để tưởng thưởng cho đại công, Tần Huệ Văn vương đã ban cho ông 5 phong ấp cùng tước vị Võ Tín quân.
- Năm 340 TCN, sau khi đánh thắng quân Ngụy trở về, Vệ Ưởng được vua Tần phong cho 15 ấp ở đất Ư, đất Thương, hiệu là Thương Quân.[20] Từ đó ông còn được gọi là Thương Ưởng.
- Năm 232 TCN, Tần Vương Doanh Chính cho tru di cả gia đình tông tộc của họ Phàn, tướng Phàn Ô Kỳ chạy đến Yên quốc, vua Tần treo thưởng nghìn cân vàng, ấp phong vạn hộ cho ai lấy được đầu của Phàn Ô Kỳ.[a]
- Khổng Phụ Gia, tổ tiên 6 đời của Khổng Tử làm quan đến chức Đại tư mã thời Tống Thương công và được bạn thái ấp ở Lật Ấp.[21]
- Từ thời Nhà Tống, hậu duệ của Khổng Tử được ban tước Diễn Thánh công và được trao cho thái ấp Khúc Phụ, chức quan này được truyền từ đời này sang đời khác trong dòng họ của Khổng Tử cho đến tận ngày nay.[22]

## Thái ấp trong lịch sử Việt Nam
Trong lịch sử Việt Nam, thuật ngữ Thái ấp có lẽ được áp dụng theo truyền thống của các triều đình đô hộ Trung Quốc trong thời kỳ Bắc thuộc.
Theo từ điển Hán-Việt của Đào Duy Anh thì khái niệm thái ấp là phần đất của mỗi nhà quý tộc được vua cấp riêng cho; Từ điển Từ Hải và Từ Nguyên thì cho rằng thái ấp cũng như thực ấp, thang mộc ấp, đều là hình thức đất phong mà người được phong được hưởng tô thuế, nhân dân sống trong phạm vi đất phong đó. Qua nội dung của những khái niệm này chỉ ra rằng triều đình ban cấp thái ấp cho vương hầu, quý tộc là phong cấp đất đai cùng hộ dân sống trên phạm vi đất đai đó. Vì thế lực lượng lao động, binh lính trong thái ấp phần lớn nguyên là nông dân, ngoài ra các chủ sở hữu thái ấp còn có một lực lượng các gia nô, nô tỳ phụng sự cho họ.
Không nên nhầm lẫn giữa thái ấp và điền trang, vì điền trang là thuật ngữ dùng để chỉ những vùng đất rộng lớn mà các vương hầu, quý tộc dùng gia nô và nô tì do mình sở hữu để khai hoang, cho nên điền trang là tài sản cá nhân nên có thể truyền lại cho các hậu duệ đời sau. Trong khi đó Thái ấp còn được hiểu là một phần đãi ngộ do vua ban cho công hầu, người thân cận trong hoàng gia khi họ lập được công lớn. Tuy nhiên, chủ sở hữu chỉ có thể sử dụng và hưởng lợi từ thái ấp như: xây dựng quân đội, xây dựng phủ đệ, thu tô, thu thuế,...mà không được coi như tài sản riêng.

### Nhà Ngô
Năm 939, Ngô Quyền xưng vương, mở ra Nhà Ngô, ông đã từng bước kiện toàn chế độ phong kiến, phân phong cho các công thần về các địa phương để xây dựng chính quyền, và có lẽ đây chính là hình thức thái ấp sơ khai đầu tiên của một triều đại độc lập trong lịch sử Việt Nam, vừa chịu trách nhiệm xây dựng quân địa phương để trấn thủ, vừa khai hoang lập làng, giúp người dân an cư lập nghiệp. Thái ấp dưới thời Ngô có tính độc lập khá cao, vì thế, sau khi Tiền Ngô Vương qua đời vào năm 944, Dương Tam Kha đã cướp ngôi tự xưng Dương Bình Vương trong 6 năm, cho đến khi bị Hậu Ngô Vương phế truất, chính trong khoản thời gian này đã tạo ra Loạn 12 sứ quân (十二使君之亂). Các tướng lĩnh, quan lại địa phương trước đó đã xây dựng các đội quân trấn thủ trên đất của mình, họ sở hữu tài chính, lương thực và cai trị dân chúng, nên đây chính là tiền đề để họ đứng lên phản kháng với chính quyền trung ương và tạo ra cục diện loạn các sứ quân.

### Nhà Tiền Lê

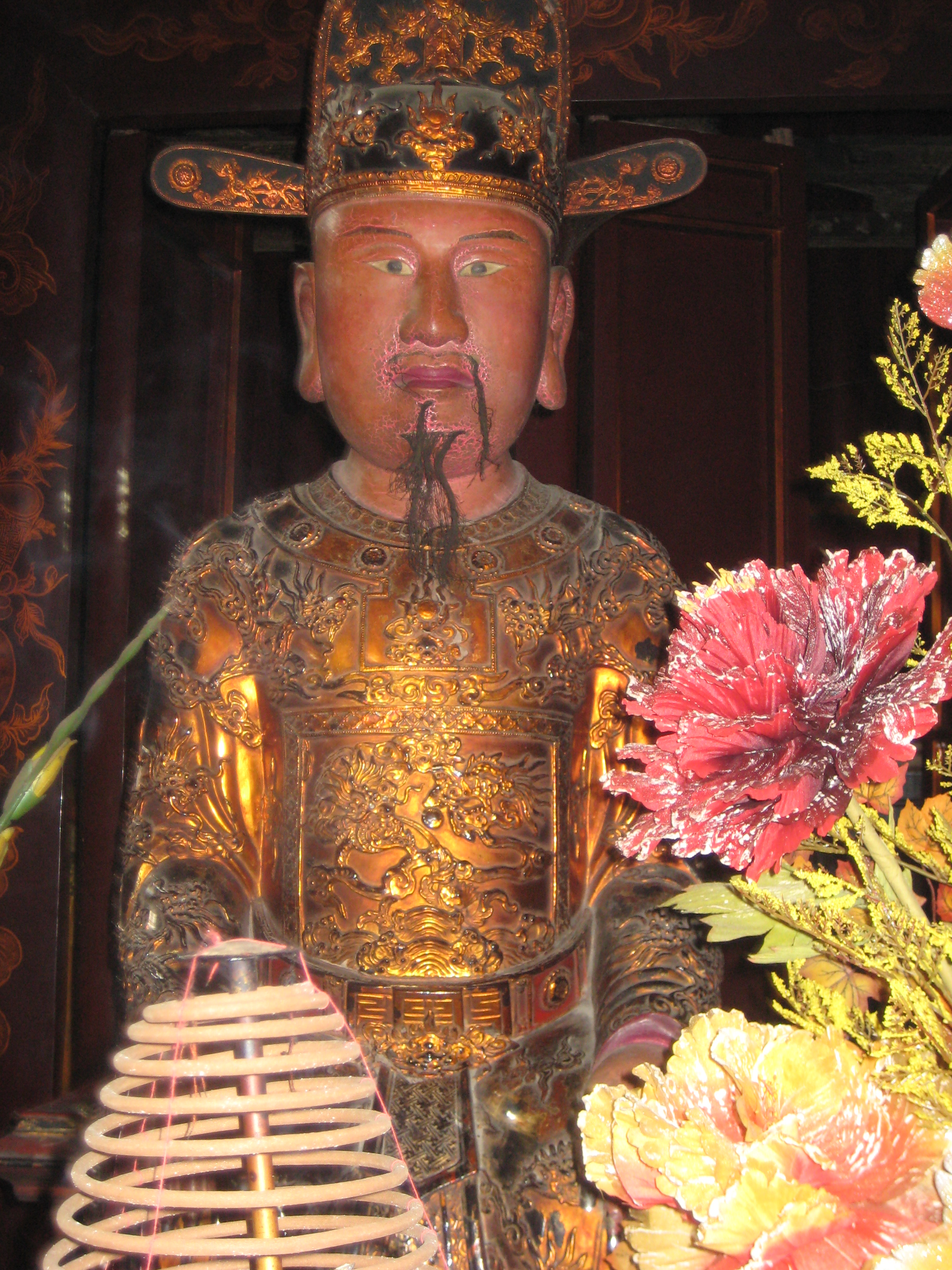
Vương tử Lê Long Đĩnh, người được phong thái ấp ở Đằng Châu thuộc Hưng Yên ngày nay

Đến thời Tiền Lê, hoàng đế Lê Đại Hành thực hiện một chính sách thái ấp mà hơn 200 năm sau, Nhà Trần đã phát triển và áp dụng lâu dài hơn trên lãnh thổ Đại Việt. Nhà vua có 11 người con trai và họ đều được phong vương, lập phủ đệ riêng và một số được đưa đi về các thái ấp của mình để trấn thủ, thái ấp các vương sở hữu quyền tự trị khá cao so với chính truyền trung ương, phát triển quân đội riêng. Điển hình như vương tử Lê Long Đinh được phong "Ngự Man Vương" (禦蠻王), cai quản và trấn thủ vùng Phong Châu (thuộc Phú Thọ ngày nay). Trước khi lên ngôi hoàng đế, vương tử Lê Long Đĩnh được vua cha phong tước "Khai Minh Vương" và ban thực ấp ở Đằng Châu (thuộc tỉnh Hưng Yên ngày nay). Vua Lê Đại Hành thực hiện phong ấp cho các con trai với mong muốn củng cố chính quyền trung ương khi gặp biến loạn, các vương sẽ đưa quân về hỗ trợ, trường hợp này cũng giống Nhà Trần, các vương hầu xây dựng các đội gia binh ở thực ấp, khi quân Mông - Nguyên xâm lược, các đội quân này đã giúp cho Nhà Trần rất nhiều, đặc biệt là đội quân "Ngũ Yên" của Trần Hưng Đạo, được xây dựng hùng mạnh dưới thời của cha ông là An Sinh Vương Trần Liễu. Tuy nhiên, sau khi Lê Đại Hành băng hà, các con trai của ông đã tranh đoạt quyền lực với nhau và tạo ra một cuộc chiến tranh kế vị đẫm máu.

### Nhà Lý
Năm 1009, Lý Công Uẩn được đưa lên ngôi vua, lập ra Nhà Lý và triều đại này tồn tại trong 216 năm, một thời gian đủ lâu để kiện toàn các chính sách, luật pháp và mô hình phong kiến. Các thái ấp, thực ấp dưới thời Lý được phát triển rộng rãi, nhưng cắt bớt quyền lực của các thực ấp Vương hầu sau sự kiện Loạn Tam vương (三王之亂) làm lung lay quyền lực của chính quyền trung ương. Việc hạn chế quyền lực của thực ấp vương hầu về binh quyền đã giúp chính quyền trung ương thâu tóm quyền lực về Thăng Long. Nguồn gốc của Loạn Tam vương sau khi Lý Thái Tổ băng hà, diễn ra cũng tương tự như cuộc chiến kế vị của các Vương tử Nhà Tiền Lê sau cái chết của vua Lê Đại Hành. Vì chính quyền trung ương trao quyền lực quá lớn cho các thực ấp vương hầu, khiến họ có đủ nguồn lực để phản kháng lại triều đình khi cần thiết.

### Nhà Trần
Nước Đại Việt dưới triều đại Nhà Trần được ghi chép rõ ràng hơn về thái ấp, thực ấp, điển hình là trong Đại Việt sử ký mà sau này sử thần Ngô Sĩ Liên đã viết lại vào Đại Việt Sử ký Toàn thư. Các Vương hầu thuộc tông thất Nhà Trần đều được phong thực ấp ở địa phương, cụ thể là ở "Hương", năm 1297 dưới thời vua Trần Anh Tông cho đổi cấp hành chính  "Giáp" thành "Hương", nhưng trước đó cấp hương đã được sử dụng tương đối phổ biến và là cấp hành chính xếp trên cấp xã. Trong lời bàn của Ngô Sĩ Liên khi viết về các vương hầu thời Trần, ông đã dùng cấp hương để chỉ vị trí các phủ đệ và thực áp của họ, như Trần Quốc Tuấn ở hương Vạn Kiếp, Trần Thủ Độ ở hương Quắc Hương, Trần Quốc Chẩn ở hương Chí Linh, quân lính thì được gọi là hương binh thổ hào.
Các vương hầu thời Trần cai quản những thái ấp có phạm vi không phải là nhỏ. Thái ấp của Trần Khát Chân có phủ đệ xây dựng ở làng Hoàng Mai, nhưng phạm vi của thái ấp kéo dài từ Ô Cầu Dền hiện nay đến tận Yên Sở (Thanh Trì). Thái ấp của Văn Huệ Vương Trần Quang Triều bao gồm cả một vùng huyện Gia Lâm, giáp với Thuận Thành, Bắc Ninh.
Nhà Trần đặt niềm tin của mình nhiều vào các vương hầu trong tông thất, điều này thể hiện qua việc trao nhiều quyền lực hơn cho các thái ấp vương hầu, và qua 3 cuộc kháng chiến chống quân Mông - Nguyên xâm lược đã chứng minh rằng niềm tin này đúng. Vì riêng quân của 4 vương, trong đó có 3 người con của Trần Hưng Đạo đã triệu tập được quân số lên đến 20 vạn: Hưng Vũ Vương Trần Quốc Nghiễn, Minh Hiến Vương Trần Quốc Uất, Hưng Nhượng Vương Trần Quốc Tảng, Hưng Trí Vương Trần Quốc Hiện đốc xuất quân các xứ Bàng Hà, Na Sầm, Trà Hương, Yên Sinh, Long Nhãn đến hội quân ở Vạn Kiếp theo sự điều khiển của Trần Hưng Đạo. Như vậy có thể thấy rằng quân số của các vương ở thái ấp không hề nhỏ. Riêng Hoài Văn hầu Trần Quốc Toản, lúc đó chỉ mới 15 tuổi mà đã có trong tay đội quân hơn 1000 người.

### Nhà Hồ
Chế độ thái ấp và điền trang phát triển mạnh mẽ trong suốt thời Nhà Trần, nhưng đến thời Nhà Hồ thì Hồ Quý Ly bắt đầu ra chiếu chỉ áp dụng chính sách hạn điền, hạn nô để hạn chế và xoá bỏ phần lớn ruộng đất của dòng dõi hoàng gia thời Trần.

### Những nhân vật đặc biệt được ban thái ấp trong lịch sử
- Lý Long Bồ: Tháng 6 năm 1013, vua Lý Thái Tổ phong người con thứ là Lý Long Bồ làm Khai quốc vương, ban thực ấp tại cố đô Hoa Lư, lúc đó ông mới 13 buổi. Vì không dính đến Loạn Tam vương, nên ông vẫn được anh trai là vua Thái Tông Lý Phật Mã tiếp tục cho trấn thủ vùng đất này đến khi qua đời.
- Nguyễn Khoái: Sau khi kết thúc cuộc Kháng chiến chống quân Mông - Nguyên xâm lược lần 3, vua Trần Thánh Tông luận công ban thưởng, Nguyễn Khoái được phong tước Liệt hầu và được cấp hẳn hương Khoái Lộ (thuộc huyện Khoái Châu, tỉnh Hưng Yên ngày nay) làm thực ấp. Đây là đặc ân vì có rất ít người không thuộc hoàng tộc được hưởng vinh dự này.
- Hoàng Cao Khải: Kinh lược sứ Bắc Kỳ của triều Nguyễn, và là tay sai đắc lực của Thực dân Pháp, khi về già, ông ấy được cấp 150ha đất ở 4 làng: Thịnh Quang, Nam Đồng, Khương Thượng và Yên Lãng (Láng) để xây dựng khu thái ấp, đặt tên là Thái Hà Ấp. Tên gọi Thái Hà được cho là ghép từ hai địa danh Đông Thái (tức làng Đông Thái tại Hà Tĩnh, quê hương của Hoàng Cao Khải) và Hà Nội.[13][27] Ngoài ra, chính quyền còn cấp cho ông 2.000 đồng bạc Đông Dương để cải tạo lại khu đất. Lăng của ông và người con Hoàng Trọng Phu đều nằm trong thái ấp này.